# NGC 4648
NGC 4648 (другие обозначения — UGC 7868, MCG 13-9-29, ZWG 352.39, KAZ 31, PGC 42595) — эллиптическая галактика (E3) в созвездии Дракона.
Профиль поверхностной яркости галактики хорошо моделируется законом Серсика с добавлением модели экспоненциально убывающего диска во внешних областях.
Этот объект входит в число перечисленных в оригинальной редакции «Нового общего каталога».